# Club Nacional
Ne doit pas être confondu avec Club Nacional de Football.
Maillots
Actualités
Le Club Nacional est un club paraguayen de football basé à Asuncion. Le paraguayen Roberto Torres est l'entraineur depuis décembre 2019.
Le Club Nacional participe à huit reprises à la Copa Libertadores en 1983, 1986, 2006, 2009, 2010, 2012, 2014, et enfin 2019.

## Histoire

### Fondations et premières saisons
À la fin du XIXe siècle, le football devient un sport très populaire chez les jeunes d'Asuncion, lorsque William Paats, un professeur de sport néerlandais introduit le football dans ses cours. Plusieurs clubs sont alors fondés sous cette impulsion, dont le Club Olimpia. Le Club Nacional est fondé le 5 juin 1904, par des étudiants du "Colegio Nacional", l'établissement au niveau le plus élevé du pays. Le blason du club s'inspire des couleurs du Drapeau du Paraguay, et la tenue est blanche, comme l'uniforme de l'université. Le premier président du club est Victor Paredes Gómez. 
La jeune équipe remporte son premier Championnat du Paraguay de football en 1909, le troisième championnat de l'histoire. Deux ans plus tard, elle remportera son second championnat. En 1910, la création des équipes réserves et du championnat de deuxième division permet à la seconde équipe du club de remporter la première édition du championnat du Paraguay de football D2. Le club connaît alors une longue disette, et doit se contenter de plusieurs places de dauphin, avant de regagner un titre de champion en 1924, puis en 1926. Durant les années 1930, le Club Nacional ne gagne pas de titre, malgré la révélation Arsenio Erico, considéré comme le plus grand joueur paraguayen de l'histoire, qui joue au club de 1930 à 1933, avant de partir en Argentine au CA Independiente. Le club passe alors 14 ans sans remporter de titre national.

### 1942-Aujourd'hui
Le Nacional gagne à nouveau le championnat lors de la saison 1942, durant laquelle Arsenio Erico dispute un match et inscrit un doublé, ainsi qu'en 1946. Suit ensuite une nouvelle période de disette, où le club finit deuxième en 1949, année de la retraite d'Arsenio Erico, en 1962, et en 1964.  
La saison 1978 est celle de la première relégation du Nacional. Le tricolor remontera immédiatement en remportant haut la main la Segunda division. En 1982, la deuxième place du club lui permet de participer pour la première fois à la Copa Libertadores, créée en 1960. Pour sa première participation, Le Nacional ne passe pas la phase de groupes. Il participe à une seconde Copa Libertadores en 1986, qui finira comme la précédente. Le club est placé dans un groupe à deux avec son compatriote du Club Olimpia, le Nacional perdra ses deux matchs.
Le club connaît ensuite deux descentes en deuxième division. La première en 1989, le club remontera immédiatement. La seconde en 1998, et regagnera l'élite en remportant le titre en 2003. En 2005, le club renoue avec les bons résultats, en se qualifiant pour la Copa Libertadores 2006. L'academia ne parvient alors pas à se qualifier pour la phase de groupe, éliminé en barrages d'accession par les péruviens de Club Universitario de Deportes.  
En 2009, le club remporte à nouveau le championnat après 63 ans. Durant cette saison le club dispute la Copa Libertadores 2009, à la suite d'une troisième place en 2008. Le club passe le barrage, mais est à nouveau incapable de passer les poules. L'academia finit dernier avec 4 points, dans le groupe de River Plate, de l'Universidad San Martín de Porres, et du Club Nacional de Football. 
Grâce à son titre de champion, le Club Nacional accède directement à la phase de groupe. Le tirage place les paraguayens avec São Paulo, Once Caldas et Monterrey. Le club échouera à passer la phase de poules, finissant dernier avec 3 points. 
Après avoir remporté le championnat d'ouverture, son 8e titre de champion de son histoire, le nacional dispute la Copa Libertadores 2012. Une fois de plus, le Club Nacional ne sort pas d'un groupe composé des Corinthian, de Cruz Azul et du Deportivo Táchira FC, terminant 3e avec 4 points. 
En 2013, l'academia remporte son 9e titre national en gagnant à nouveau le championnat d'ouverture. La saison suivante est grandiose pour le Club Nacional. Sous la direction de Gustavo Morínigo, le club d'Asuncion finit deuxième avec 8 points, dans un groupe composé de l'Atlético Mineiro, de Zamora, et Santa Fe. Alors qu'il dernier dans le classement des équipes qualifiées, et donc confronté aux meilleures équipes, le Club Nacional élimine en huitièmes de finale les argentins de Vélez Sarsfield, en gagnant 1-0 à domicile et en cherchant le nul 2-2 en Argentine. Les quarts de finale opposent le Club Nacional à Arsenal de Sarandi. Une nouvelle fois, les paraguayens s'imposent 1-0 chez eux, et vont se qualifier en faisant 0-0 à l'extérieur. En demies, ce sont les uruguayens du Defensor Sporting Club qui s'inclinent devant l'academia. Au stade Arsenio Erico, les blancs et bleus battent les violets 2-0. La défaite en Uruguay 1-0 est anodine et n'empêche pas la qualification en finale.  
Malheureusement, les paraguayens tombent en finale contre San Lorenzo. A domicile, le Nacional arrache un match nul  miraculeux 1-1, Julio Santa Cruz égalise à la 93e minute. Le résultat est inespéré tant le ciclon a dominé. Le match retour en Argentine est dur, et dans une ambiance de feu Néstor Ortigoza ouvre le score pour les argentins sur penalty. Les paraguayens auraient pu bénéficier de 2 penaltys, mais s'inclineront finalement 1-0 et échouent donc à remporter le premier titre international du club. 
Désormais le club aspire à remporter un 10e championnat pour gagner sa première étoile.

## Palmarès
- Copa Libertadores (0)
  - Finaliste : 2014.

- Championnat du Paraguay (9)
  - Champion : 1909, 1911, 1924, 1926, 1942, 1946, 2009 (C), 2011 (A), 2013 (A).

- Championnat du Paraguay de D2 (4)
  - Champion : 1910, 1979, 1989, 2003.

- Coupe du Paraguay
  - Finaliste : 2022 et 2024

## Anciens joueurs
- Florencio Amarilla
- Arsenio Erico